# Apeadeiro de Fregim
O Apeadeiro de Fregim foi uma interface da Linha do Tâmega, que servia a povoação de Fregim, no concelho de Amarante, em Portugal.

## História

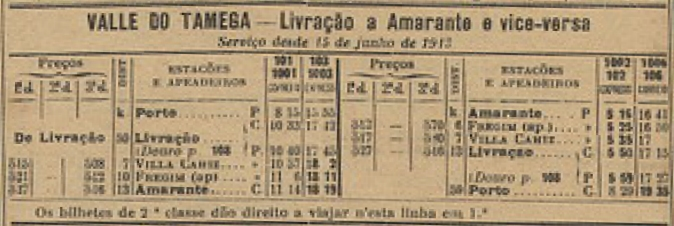
Horário da Linha do Tâmega, em 1913

Este apeadeiro situava-se no troço entre Livração e Amarante, que abriu à exploração em 21 de Março de 1909, pelos Caminhos de Ferro do Estado. Em 1927, a Companhia dos Caminhos de Ferro Portugueses recebeu a gestão das linhas do estado, tendo subalugado a Linha do Tâmega à Companhia dos Caminhos de Ferro do Norte de Portugal. Em 1947, a Companhia do Norte foi integrada na Companhia dos Caminhos de Ferro Portugueses, regressando a Linha do Tâmega à exploração directa daquela operadora.
Em 25 de Março de 2009, o troço entre Livração e Amarante foi encerrado pela Rede Ferroviária Nacional, por motivos de segurança.